# 21 Popullore
21 Popullore ist ein Fernsehsender im Kosovo, der 2008 gegründet wurde. Der Musiksender gehört zur Rundfunkgesellschaft RTV 21. Die Zentrale befindet sich in Pristina.

## Programm
Bei 21 Popullore hört man Volksmusik, ältere Lieder und Popmusik mit Volksmusik gemischt.